# Rugievit
Rugievit ili Rinvit je zapadnoslavenski bog kojeg navode Saxo Grammaticus u svom djelu Gesta Danorum i saga Knýtlinga saga. Štovan je u Korenici (Garz). Njegov kip imao je sedam glava.